# Episodi di El internado (settima stagione)
La settima ed ultima stagione di El internado è composta da 15 episodi ed è stata trasmessa in Spagna dal 2 giugno 2010 al 13 ottobre 2010, con ascolti medi per 2.494.000 spettatori e il 15,9% di share.
In Italia, la settima stagione è inedita.
| n° | Titolo originale               | Titolo italiano | Prima TV Spagna   | Prima TV Italia |
| -- | ------------------------------ | --------------- | ----------------- | --------------- |
| 1  | El protocolo                   |                 | 2 giugno 2010     | -               |
| 2  | La amenaza                     |                 | 9 giugno 2010     | -               |
| 3  | El hombre misterioso           |                 | 16 giugno 2010    | -               |
| 4  | El tesoro                      |                 | 23 giugno 2010    | -               |
| 5  | El centro de la Tierra         |                 | 30 giugno 2010    | -               |
| 6  | Los tres pétalos               |                 | 7 luglio 2010     | -               |
| 7  | El asesino de Carolina         |                 | 14 luglio 2010    | -               |
| 8  | El último deseo                |                 | 21 luglio 2010    | -               |
| 9  | El principio del fin           |                 | 6 settembre 2010  | -               |
| 10 | La última dosis                |                 | 13 settembre 2010 | -               |
| 11 | Los últimos recuerdos          |                 | 20 settembre 2010 | -               |
| 12 | Hasta que la muerte los separe |                 | 27 settembre 2010 | -               |
| 13 | El último aliento              |                 | 4 ottobre 2010    | -               |
| 14 | La luz                         |                 | 11 ottobre 2010   | -               |
| 15 | El fin                         |                 | 13 ottobre 2010   | -               |